# Paul Nix
Paul Friedrich Gustav Nix (* 7. Juli 1882 in Berlin; † 14. Oktober 1944) war ein deutscher Pfarrer und Politiker (DNVP).

## Leben
Paul Nix war der Sohn des Polizeisekretärs und Rechnungsrates Carl Friedrich Gustav Nix. Er besuchte das Humboldt-Gymnasium in Berlin und studierte Evangelische Theologie an der Universität Berlin und ab Sommersemester 1904 an der Universität Rostock Nach seinem Examen war er, wie damals nicht unüblich, zunächst als Hauslehrer in verschiedenen mecklenburgischen Orten tätig. Ab 1910 besuchte er das Predigerseminar in Schwerin, woraufhin er Rektor einer Schule in Laage wurde. 1915 erhielt er seine erste Pfarrstelle in Biendorf. Hier hatte er Probleme, da er kein Plattdeutsch verstand. Er propagierte jedoch auch hier seine deutschnationale Gesinnung. 1919 wurde er für die DNVP Abgeordneter im Verfassunggebenden Landtag von Mecklenburg-Schwerin. 
Von 1922 bis 1941 war Nix Pastor in Uelitz, wo er weiter gegen linke politische Gegner predigte und den Machtantritt der Nationalsozialisten begrüßte. Nun agierte er seiner Gemeinde gegenüber mit rassistischen Vorurteilen. 1941 wurde er wegen verschiedenen Denunziationen in „Schutzhaft“ genommen und anschließend nach Laage versetzt. Im Oktober 1944 kam er bei einem Autounfall ums Leben.